# Cupiennius vodou
Cupiennius vodou là một loài nhện trong họ Ctenidae.
Loài này thuộc chi Cupiennius. Cupiennius vodou được miêu tả năm 2005 bởi Antonio D. Brescovit & Polotow.